# Буко, Анджей
Анджей Буко (пол. Andrzej Buko; род. 4 августа 1947, Плоньск) — польский археолог и историк, профессор Варшавского университета, директор Института археологи и этнологии ПАН (2007—2015), действительный член Польской академии наук (2025).

## Биография
Родился 4 августа 1947 года в Плоньске, Польская Республика.
В 1970 году окончил Варшавский университет, где учился на кафедре польской и всемирной археологии. В 1978 году он защитил докторскую диссертацию.
После окончания обучения начал преподавательскую карьеру. С 1981 по 1983 год он преподавал в Университете Марии Склодовской-Кюри, а в 1999 году стал профессором в Варшавском университете. Он также принимал участие в поиске и изучении исторических памятников в Италии, Франции, Норвегии, Испании и Иордании. В апреле 2010 году Буко возглавлял группу польских археологов-волонтёров, работавших на месте  катастрофы Ту-154 в Смоленске.
С 2007 по 2015 год Буко занимал должность директора Института археологи и этнологии ПАН, а в 2025 году он был избран действительным членом Польской академии наук.